# Glacier Creek (Turnagain Arm)
Der Glacier Creek (glacier englisch für „Gletscher“, creek für „kleinerer Fluss“) ist ein etwa 17 Kilometer langer Zufluss des Turnagain Arm östlich von Anchorage im US-Bundesstaat Alaska.

## Flusslauf
Der Glacier Creek entspringt auf einer Höhe von etwa 1500 m 1,5 km südöstlich des Goat Mountain in den Chugach Mountains. Das Quellgebiet befindet sich jenseits des Nährgebietes des Eagle-Gletschers, der nach Norden über den Eagle River zum Knik Arm entwässert wird. Der Glacier Creek fließt anfangs 5 km nach Süden und wendet sich im Anschluss in Richtung Westsüdwest. Bei Flusskilometer 9 trifft der Crow Creek von rechts sowie wenige Meter später der Winner Creek von links auf den Glacier Creek. Diese Stelle ist über den Winner Creek Trail zu Fuß vom Wintersportzentrum Alyeska aus erreichbar. Der Glacier Creek wendet sich wenig später nach Südwesten. Das Flusstal verbreitert sich. 4 km oberhalb der Mündung überquert der Alyeska Highway den Fluss. Am linken Flussufer befindet sich das Wintersportzentrum Alyeska, am rechten Flussufer die Siedlung Girdwood. Etwa 700 m oberhalb der Mündung kreuzt die Eisenbahnlinie der Alaska Railroad den Flusslauf. 350 m oberhalb der Mündung überquert der Seward Highway den Fluss. 

## Hydrologie
Der Glacier Creek entwässert ein Areal von etwa 156 km². Im Einzugsgebiet befinden sich neben Firnfeldern nur kleinere Gletscherflächen. Der mittlere Abfluss (MQ) oberhalb der Eisenbahnbrücke betrug für den Messzeitraum 1966–1978 8,6 m³/s. Die höchsten monatlichen Abflüsse treten gewöhnlich in den Monaten Juni und Juli auf.

## Namensgebung
„Glacier Creek“ ist offenbar ein lokaler Name des Flusses, der 1898 von Walter Curran Mendenhall vom U.S. Geological Survey (USGS) erfasst wurde.